# Konzulat Republike Slovenije v Harkovu
Konzulat Republike Slovenije v Harkovu je diplomatsko-konzularno predstavništvo (konzulat) Republike Slovenije s sedežem v Harkovu v Ukrajini; spada pod okrilje Veleposlaništvu Republike Slovenije v Ukrajini.

## Poškodba konzulata
Med ruskim napadom na Ukrajino je 1. marca 2022 med obleganjem mesta Harkov ruska raketa zadela tudi poslopje slovenskega konzulata.